# Porteous Rocks
Die Porteous Rocks sind eine Gruppe von Klippenfelsen im Archipel der Südlichen Orkneyinseln. Sie liegen unmittelbar südlich des Porteous Point in der nördlichen Einfahrt zum Fyr Channel vor dem südwestlichen Ende von Signy Island.
Der Falkland Islands Dependencies Survey nahm zwischen 1947 und 1950 Vermessungen vor. Luftaufnahmen entstanden 1968 durch die Royal Navy. Das UK Antarctic Place-Names Committee benannte sie 2004 in Anlehnung an die Benennung der benachbarten Landspitze. Deren Namensgeber ist Andrew Nicol Porteous (1889–unbekannt), Ingenieur auf dem Forschungsschiff RRS Discovery II bei den britischen Discovery Investigations.